# Бакино (Тульская область)
Ба́кино — деревня в Белёвском районе Тульской области России. Население - 3 человека (2021).
В рамках административно-территориального устройства входит в Таратухинский сельский округ Белёвского района, в рамках организации местного самоуправления включается в сельское поселение Левобережное.

## География
Расположена на левом берегу реки Рука, в 10 км от районного центра Белёва.

## История
Церковный приход образовался в первой четверти XVII века, а само селение много раньше. Приход упоминается в писцовых книгах Белёвского уезда 1630—1632 гг. Село являлось административным центром Бакинского стана. Первый деревянный храм во имя Иоанна Златоуста и великомученика Георгия существовал ещё до 1620 года. Новая каменная однопрестольная церковь Иоанна Златоуста была выстроена на средства местной помещицы Евдокии Гавриловны Кошелевой предположительно в конце XVII века. В 1848 году храм был расширен и обновлён. В 1852 году построена каменная колокольня. Местночтимой святыней являлась икона древнего письма Иоанна Златоуста. Причт состоял из священника и псаломщика.
В состав церковного прихода входили само село, сельцо: Карлово, Шишкино и деревни: Маршуково (Маршуковка), Прокино. Имелась церковно-приходская школа, открытая в 1887 году.
В 1859 году в селе насчитывалось 11 крестьянских дворов; в 1915 — 26 дворов.

## Население
| 1857 | 1859 | 1915 | 2010 | 2021 |
| ---- | ---- | ---- | ---- | ---- |
| 114  | 109  | 166  | 9    | 3    |